# Phalaenopsis sumatrana
Phalaenopsis sumatrana (возможные русские названия: фаленопсис суматранский или фаленопсис суматрана) — эпифитное трявянистое растение семейства Орхидные.
Вид не имеет устоявшегося русского названия, в русскоязычных источниках обычно используется научное название Phalaenopsis sumatrana.

## Синонимы
По данным Королевских ботанических садов в Кью и The Plant List:
- Phalaenopsis acutifolia Linden
- Phalaenopsis paucivittata (Rchb.f.) Fowlie
- Polychilos sumatrana (Korth. & Rchb.f.) Shim, 1982
- Phalaenopsis sumatrana var. paucivittata Rchb.f., 1882
- Phalaenopsis sumatrana f. paucivittata (Rchb.f.) O.Gruss & M.Wolff, 2007
- Phalaenopsis zebrina Witte

## Природныевариации
- Phalaenopsis sumatrana var. alba Wilson, 1915 — цветки белые, губа белая со слобо выраженными красновато-коричневыми полосками.
- Phalaenopsis sumatrana var. paucivittata Rchb.f., 1882. Синоним: Phalaenopsis paucivittata Fowl., 1985. Лепестки молочно-белые, иногда с зеленоватым оттенком, на них по несколько красно-коричневых полосок. По две сиреневых полоски на каждой стороне губы. Крайне редок.
- Phalaenopsis sumatrana var. zebrine

## История описания
Название вида появилось раньше, чем было открыто растение, которое в настоящее время называется этим именем. В 1933 г. голландским ботаником Корсалсом (Korthals) (1807—1892) в районе Палембанг (Южная Суматра) был найден фаленопсис. В 1939 г. его описали под названием Phalaenopsis sumatrana. Тогда же появился рисунок.
 Позже выяснилось, что описанное растение является повторно открытым Phalaenopsis inscriptiosinensis. 
 То растение, которое ныне называется Phalaenopsis sumatrana, открыл на Суматре голландский коллекционер орхидей Гершен (Gerssen) в 1859 г. Гершен работал на цветоводческую фирму Тейесманна (Teijsmann) и собирал для неё Phalaenopsis violacea. 
 Найденным растениям дали имя Phalaenopsis zebrina и отослали в Европу в ботанический сад Лейда. Из всей партии выжилило лишь одно растение, которое благополучно зацвело в культуре и было описано Генрихом Райхенбахом в 1860 г. под названием Phalaenopsis sumatrana.
 В 1864 г. вид введен в культуру компанией Лоу и К°.

## Биологическое описание

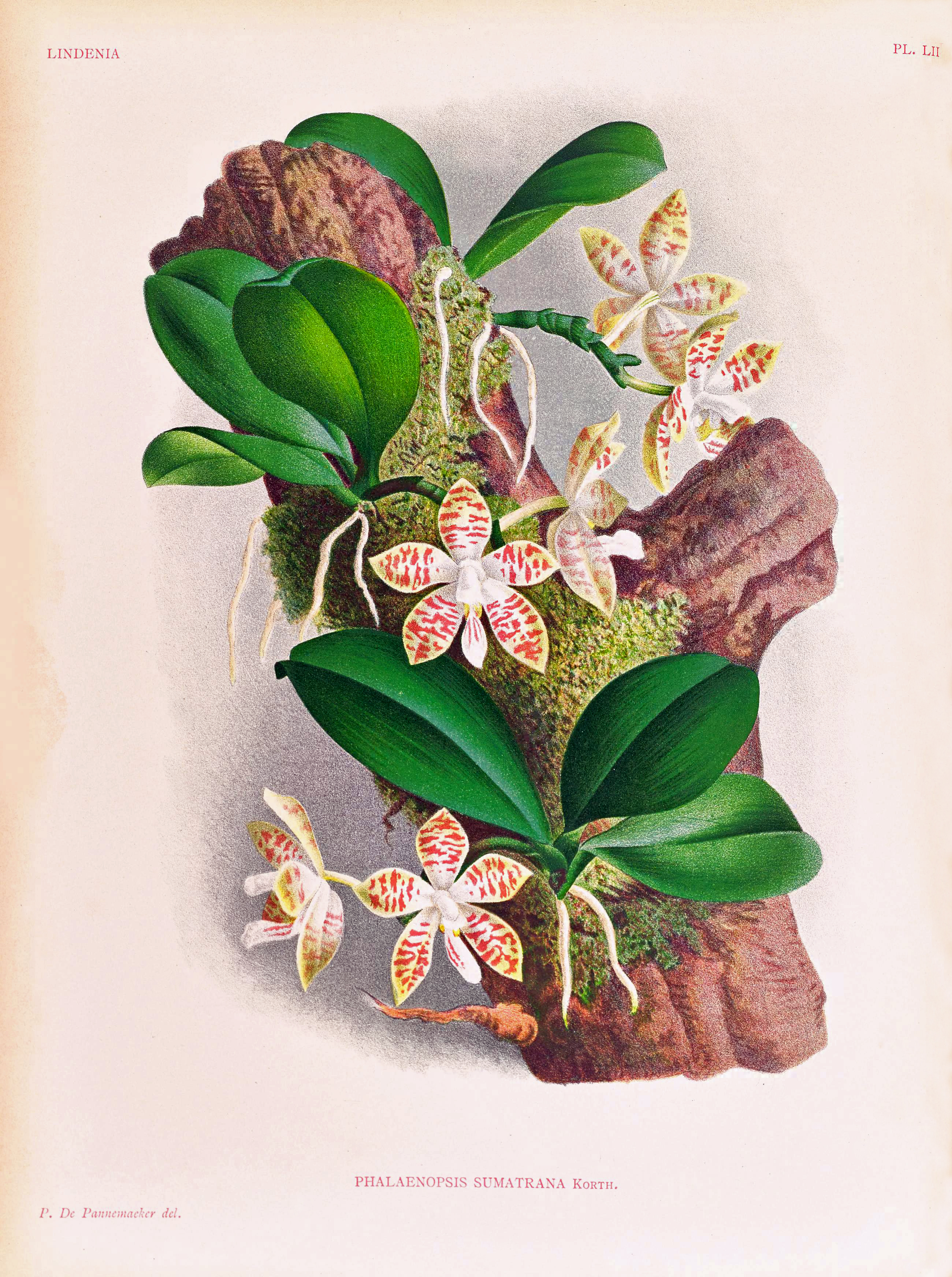
Phalaenopsis sumatrana из книги Lucien Linden & Emile Rodigas «Lindenia Iconographie des Orchidées» 1892 г.

Моноподиальный эпифит, крайне редко литофит средних размеров.

Стебель короткий, скрыт основаниями 3—7 листьев.
Корни гладкие, толстые, хорошо развитые. 

Листья толстые, ярко-зеленые, свисающие, продолговато-овальные, длиной 15—30 см, шириной 4—11 см. 

Цветоносы многолетние, длиной до 30 см, простые, иногда разветвлённые, наклонные, зелёного цвета, несут 3—10 супротивно расположенных цветков, открывающихся почти одновременно.

Цветки звездчатые, ароматные, диаметром 4—7,5 см, восковой текстуры. Окраска цветков варьирует в широких пределах. Лепестки белые с различными оттенками лимонно-желтого, кремового или зелёного цвета, поперечные полоски красно-коричневые. 
 Губа белая с оранжевым пятном и сиреневыми полосками. Цветки могут не увядать 2—3 месяца. Пик цветения весной и летом, но отдельные цветущие растения могут встречаться круглый год. 

От Phalaenopsis corningiana легко отличается менее «сладким» запахом цветков.

## Ареал, экологические особенности
Суматра (провинция Палембанг), Мьянма, Ява, Борнео, Таиланд, Вьетнам, Малайзия, Филиппины. 
На стволах и ветвях деревьев во влажных предгорных и пойменных лесах на высотах от 0 до 700 метров над уровнем моря. 
Особенности экологии этого вида сходны с Phalaenopsis violacea. 

В местах естественного произрастания сезонных температурных колебаний практически нет. Круглый год дневная температура около 22-25°С, ночная — около 13-16°С. 
 Относительная влажность воздуха не менее 80 %. 
 На значительной части ареала с мая по сентябрь дождливый сезон, с октября по апрель — значительное сокращение количества осадков.

Относится к числу охраняемых видов (второе приложение CITES).

## В культуре
Считается медленно-растущим видом. 
 Температурная группа — теплая. Для нормального цветения обязателен перепад температур день/ночь в 5—8°С. При содержании растений в прохладных условиях наблюдается остановка роста.
Требования к свету: 800—1000 FC, 8608—10760 lx.
Общая информация об агротехнике — в статье Фаленопсис.
Активно используется в гибридизации.

## Галерея

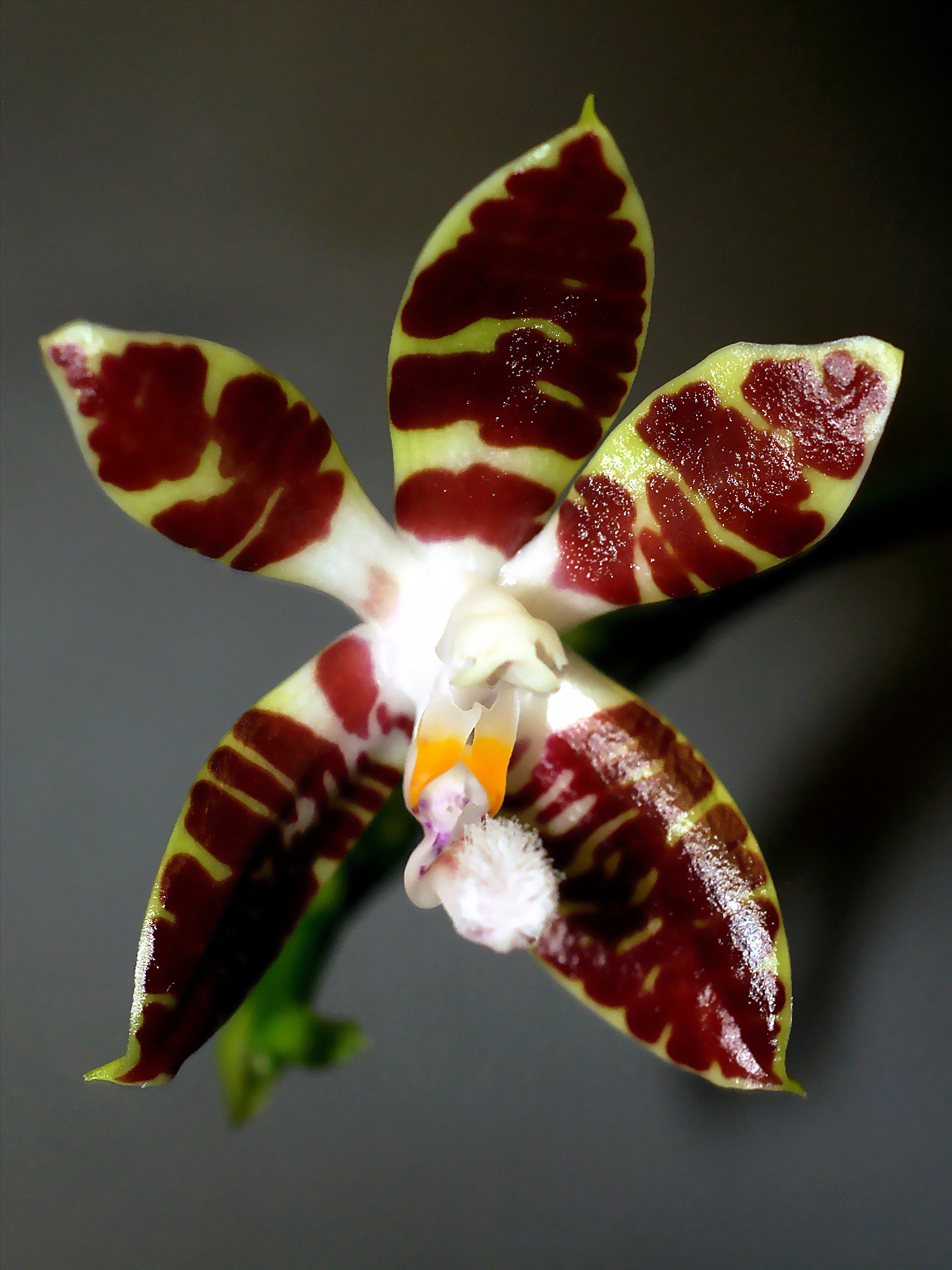
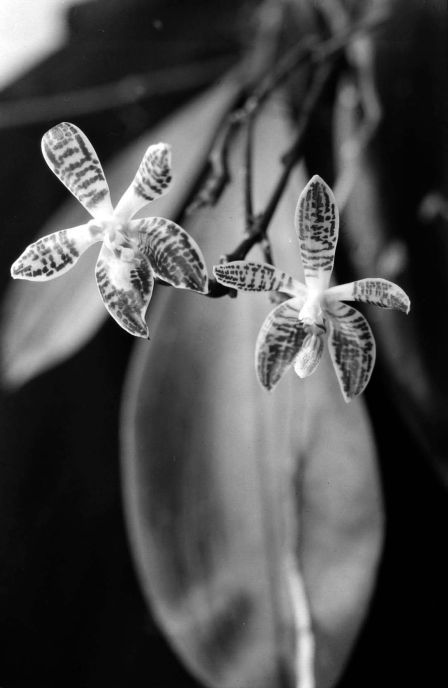
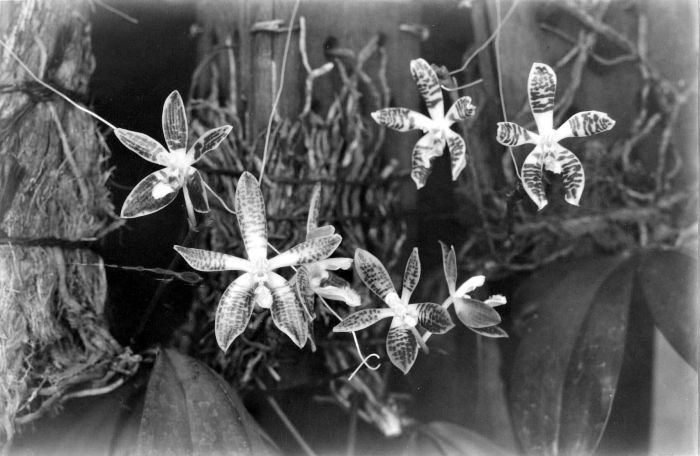

## Первичныегибриды(грексы)
- Ambotrana — sumatrana	х amboinensis (Fredk. L. Thornton) 1965
- David Ai — gigantea х sumatrana (Irene Dobkin) 1977
- Double Eagle — corningiana х sumatrana (Irene Dobkin) 1974
- Elizabeth Todd — sumatrana х lueddemanniana (Fort Caroline Orchids Inc.) 1970
- Equitrana — equestris	х sumatrana (Fredk. L. Thornton) 1967
- Fimbritrana — sumatrana х fimbriata (Dr Henry M Wallbrunn) 1970
- Flores Summer — floresensis х sumatrana (Hou Tse Liu) 2005
- x Gersenii — violacea	х sumatrana (Естественный гибрид)
- Gerserana — sanderiana х sumatrana (Marcel Lecoufle) 1981
- Hargianto — mannii х sumatrana (Atmo Kolopaking) 1986
- James Burton — mariae х sumatrana (MAJ Orchids) 1977
- Kathy Kornahrens — sumatrana х fasciata (Fort Caroline Orchids Inc. (Dr Henry Wallbrunn)) 1973
- Maria Dream — schilleriana х sumatrana (Luc Vincent) 2001
- Modestrana — modesta х sumatrana (J. R. Gairns) 2001
- Oberhausen Smart — sumatrana х venosa	(Orchideenkulturen Elisabeth Bau) 1988
- Purbo Sejati — sumatrana х fuscata (Ayub S Parnata) 1983
- Siu-Fang Lin — javanica х sumatrana (Atmo Kolopaking) 1981
- Stern Von Martell — lindenii х sumatrana (Martell Orchids) 1984
- Sulaceous — sumatrana	х violacea (Fort Caroline Orchids Inc. (Dr Henry Wallbrunn)) 1975
- Sumabilis — amabilis х sumatrana (F C Atherton) 1938
- Sumaspice — tetraspis	х sumatrana (Alain Brochart (K. Klinge)) 2003
- Sumatranosp — speciosa х sumatrana (Masao Kobayashi) 1995
- Sumitz — sumatrana х micholitzii (Dr Henry M Wallbrunn) 1973
- Susanti — sumatrana х	stuartiana (Atmo Kolopaking) 1975
- Tiger Cub — cornu-cervi х sumatrana (Dr Henry M Wallbrunn) 1972